# Ikke mig
Ikke mig er en dansk dokumentarfilm fra 1986, der er instrueret af Prami Larsen efter manuskript af ham selv og Sven Bloch.

## Handling
Filmen omhandler alternative behandlinger af 'uanbringelige' kriminelle unge på skibsprojektet Grethe Witting. Den følger Kaj, én af de otte elever, på det syv måneders lange togt. Han fortæller om at blive afhørt for otte villaknæk, om sin baggrund og fremtidsdrømme. Han ses, når han ikke vil stå op, og når det hele bliver for meget, og han tager på en springtur (kortvarig, udebleven fra et fængsel i forbindelse med en udgang).